# Metallonupserha metallescens
Metallonupserha metallescens är en skalbaggsart som beskrevs av Stefan von Breuning 1980. Metallonupserha metallescens ingår i släktet Metallonupserha och familjen långhorningar.
Artens utbredningsområde är Filippinerna. Inga underarter finns listade i Catalogue of Life.